# Gabriel Prosser
Gabriel Prosser (* 10. Oktober 1776 (?) in Henrico County, Virginia; † 7. Oktober 1800, benannt nach seinem Eigentümer, Thomas H. Prosser) war ein versklavter Schmied aus Richmond, der im Jahr 1800 zusammen mit seinem Bruder Martin Prosser und seiner Schwester Nancy Prosser einen Sklavenaufstand im US-Bundesstaat Virginia organisierte.

## Leben
Beflügelt wurde der Aufstand durch die Haitianische Revolution, den sich zunächst ca. hundert weitere Sklaven anschlossen. Die Prosser's und ihre Anhänger planten am 30. August 1800 die Hauptstadt Richmond zu besetzen, dort 400 Gewehre aus einem unbewachten Arsenal in ihren Besitz zu bringen und den Gouverneur James Monroe zu arretieren. Mit Hilfe der aus den anschließend in den umliegenden Countys befreiten Sklaven (man rechnete mit bis zu 50.000) sollte mit der weißen Oberschicht über das Ende der Sklaverei und die Einsetzung der gleichen Bürgerrechte für alle verhandelt werden. Man hoffte dabei auch, sich auch mit der weißen Unterschicht und den Indianern verbünden zu können, um den Forderungen der Sklaven noch mehr Nachdruck zu verleihen. Angehörige der Methodisten, Quäker und Frankophone sollten geschont, während Rassisten gnadenlos verfolgt und getötet werden sollten. Der Umsturzplan wurde jedoch Ende August 1800 von zwei schwarzen Verrätern – die sich davon von ihren Besitzern Vorteile erhofften – enthüllt und scheiterte. Monroe berief daraufhin die Miliz Virginias ein, ließ Waffen und Schießpulver aus allen Geschäften entfernen und das Gefängnis, in dem die Verschwörer inhaftiert waren, zusätzlich mit Palisaden sichern. Prosser konnte seinen Häschern vorerst noch entgehen, wurde aber im Oktober 1800 gefasst und – wie bereits 35 seiner Gefolgsleute vor ihm – gehängt. Die Niederschlagung des Aufstandes inspirierte auch die von Thomas Jefferson entwickelte Idee der „Kolonisation“ (siehe American Colonization Society), die Neuansiedlung von schwarzen Amerikanern in Afrika oder der Karibik.

## Erinnerung
- 2002 erinnerte die Stadt Richmond an den 202ten Jahrestag der Rebellion und nannte Prosser in einer Resolution einen Patrioten und Freiheitskämpfer.[4]
- Im Herbst 2006 bat die NAACP den Gouverneur Tim Kaine Gabriel und seine Gefolgsleute posthum zu begnadigen.

- Am 30. August 2007 kam Kaine dieser Bitte nach und begnadigte Gabriel und seine Gefolgsleute.[5]